# Astragalus arianus
Astragalus arianus är en ärtväxtart som beskrevs av Nikolai Fedorovich Gontscharow. Astragalus arianus ingår i släktet vedlar, och familjen ärtväxter. Inga underarter finns listade i Catalogue of Life.